# Elecciones presidenciales de Túnez de 2014
Las elecciones presidenciales de Túnez de 2014 se llevaron a cabo el 23 de noviembre de 2014. Estos comicios, de carácter histórico, fueron el punto culminante de la transición democrática del país tras la revolución que derrocó al dictador Zine El Abidine Ben Ali en enero de 2011, constituyendo, tras las elecciones legislativas un mes atrás y las elecciones constituyentes de 2011, las terceras elecciones democráticas del país desde 1956, y la primera elección presidencial libre y justa en toda la historia tunecina.
Los comicios se celebraron a finales de 2014, en el marco histórico del Invierno Árabe (la violencia posterior a la Primavera Árabe). Para ese entonces, Túnez era el único país de Oriente Medio cuya revolución había consolidado un régimen democrático. Libia, donde una sangrienta guerra civil había depuesto a Muamar el Gadafi, se había sumido en un segundo conflicto a principios de ese año. En Egipto, Mohamed Morsi, presidente democráticamente electo en 2012, fue depuesto en un golpe de Estado tras una serie de revueltas y el país había caído nuevamente en el autoritarismo tras la elección de Abdelfatah Al-Sisi como presidente. Por otro lado, la situación humanitaria en Siria e Irak por la irrupción del Estado Islámico en el conflicto sirio y la insurgencia iraquí habían dejado a los dos países en la ruina, siendo encaminada Yemen hacia el mismo camino por el intento de golpe de Estado parcialmente exitoso, liderado por los denominados Houthis contra el gobierno de transición de Abd Rabbuh Mansur al-Hadi, y la consecuente guerra civil, que perdura hasta la actualidad.
Como ninguno de los candidatos obtuvo mayoría absoluta en primera vuelta, se debió realizar un balotaje el 21 de diciembre entre el hasta entonces presidente provisional Moncef Marzouki (elegido por la asamblea constituyente en 2011), y Béji Caïd Essebsi, del partido laicista Nidaa Tounes. Essebsi se convirtió en el primer presidente de Túnez elegido democráticamente, al derrotar a Marzouki con el 55.68% de los votos. Fue juramentado en el cargo el 31 de diciembre.

## Antecedentes

### Caída de Ben Ali
Desde su independencia, Túnez solo había tenido dos presidentes, Habib Burguiba (1957-1987) y Zine El Abidine Ben Ali (1987-2011), ambos dictadores autocráticos, repetidamente reelectos sin oposición. El 17 de diciembre de 2010, Mohamed Bouazizi se inmoló en protesta por la confiscación de su puesto de frutas y la humillación que dijo haber recibido de los oficiales municipales cuando fue a presentar una queja por este hecho. En respuesta a su accionar, se desataron una serie de protestas en todo el país que culminaron el 14 de enero de 2011, con el derrocamiento de Ben Ali, que debió partir al exilio. Tras la caída de Ben Ali, su primer ministro, Mohamed Ghannouchi, se apresuró a asumir la presidencia en funciones, antes de entregar el poder al presidente del Parlamento, Fouad Mebazaa, después de que el jefe de la Corte Constitucional de Túnez, Fethi Abdennadher, declaró que Ghannouchi no tenía el derecho de tomar el poder y Mebazaa tendría sesenta días para organizar una nueva elección general.  Por su parte, Mebazaa dijo que lo mejor para el país era formar un gobierno de unidad nacional.
El partido de Ben Ali, la Agrupación Constitucional Democrática, que de hecho con el nombre de Neo-Destour había regido dictatorialmente el país desde la independencia, prometió cambiar su nombre para participar en las siguientes elecciones en una plataforma antiislamista. Sin embargo, el partido fue formalmente ilegalizado por el gobierno de transición el 6 de febrero, y este declaró su disolución el 9 de marzo de 2011.

### La Asamblea Constituyente
Al ser elegida en las elecciones de 2011, la coalición Troika hizo un "compromiso moral" para ceder el poder dentro de un año. Sin embargo, el partido Ennahda y sus aliados, el Congreso para la República y Ettakatol, todavía estaban en el poder y la Asamblea Constituyente no había finalizado una nueva constitución. Esto llevó a la oposición a acusar al gobierno de haber expirado el plazo implícito y también de utilizar la intimidación para tratar de silenciar a la disidencia. La oposición también acusó al gobierno de utilizar la Asamblea Constituyente para perpetuarse en el poder mediante legislaciones. El expresidente de la Asamblea, Mustafá Benjaafar, de Ettakatol, apoyó el llamado de la oposición para un gobierno no partidista después de haber disuelto la asamblea en agosto. Ennahda, por el contrario, temía que algunos sectores de la oposición querían evitar que el partido mantuviera el poder basándose en las revueltas egipcias. Al mismo tiempo, una encuesta demostró que el pueblo tunecino estaba empezando a perder la fe en la transición.
El jefe de la Comisión Superior de la Reforma Política, Yadh Ben Achour, advirtió que Túnez corría el peligro de caer en una guerra civil o anarquía si el período de transición no se manejaba con cuidado, ya que varias instituciones o mecanismos del Estado tunecino seguían o en desorden, o "contaminados" por vínculos con el régimen de Ben Ali. Ben Achour también declaró que la Comisión nunca estuvo segura de si sería mejor reformar la constitución o elegir una Asamblea Constituyente para escribir una completamente nueva, sino que tuvo que ser decidido pronto, ya que el público estaba cansado de esperar. También confirmó que las elecciones no se celebrarían el 15 de marzo de 2011, como teóricamente estaba estipulado por la constitución, y defendió la fuerza mayor como causa legítima para posponer las elecciones. La elección se retrasó aún más por la anulación de 36 candidatos que fueron elegidos a la junta electoral de Túnez. La junta electoral se creó al dar la lista de candidatos a la Asamblea Constituyente, evitando así el poder judicial, que no podía revisar las sesiones plenarias de la Asamblea Constituyente. La ley electoral, que no incluía una prohibición a políticos que hubieran formado parte del gobierno de Ben Ali, fue aprobada el 1 de mayo de 2014. El período de presentación de candidatos a la presidencia duró del 8 de septiembre hasta el 22 de septiembre.

### Retraso y fechas
El gobierno interino anunció inicialmente el 25 de febrero de 2011, que las elecciones se llevarían a cabo en julio, "como muy tarde". La constitución tunecina establecía que se debía convocar a una elección entre los 45 y 60 primeros días desde que el Consejo Constitucional declarara la presidencia "vacante", pero hubo llamados de la oposición a retrasar las elecciones y de realizarlas sólo dentro de seis o siete meses, con supervisión internacional. Se resolvió entonces retrasar las elecciones hasta finales de 2013. El 15 de marzo de dicho año, la Asamblea Constituyente votó con 81 votos a favor y 21 en contra que las elecciones se realizaran entre el 15 de octubre y el 15 de diciembre de 2013.
Como resultado del asesinato de Mohamed Brahmi y las protestas que siguieron, que pedían la destitución del gobierno y de la disolución de la Asamblea, que se tornó violenta, el primer ministro Ali Larayedh fijó el 17 de diciembre como la fecha de la elección. Él dijo: "Este gobierno va a permanecer en el cargo. No estamos aferrados al poder, pero tenemos un deber y una responsabilidad que vamos a ejercer hasta el final. Creemos que la Asamblea Nacional Constituyente completará el código electoral antes del 23 de octubre, por lo que la elección se llevará a cabo el 17 de diciembre". Salem Labiadh, presentó su renuncia, Ettakatol, aliado de Ennahda, pidió disolver el gobierno. Libni Jribi dijo: "Hemos pedido la disolución del gobierno a favor de un nuevo gobierno de unidad que represente la forma más amplia de consenso. Si Ennahda rechaza esta sugerencia, vamos a retirarlos del gobierno". El 29 de enero de 2014, con la entrada en vigor de la nueva constitución, un gobierno independiente prestó juramento.

## Candidaturas
El 8 de septiembre de 2014, el movimiento Ennahda declaró que no presentaría un candidato presidencial. Al día siguiente, Béji Caïd Essebsi presentó su candidatura. Kamel Morjane, un ministro de Relaciones Exteriores bajo el régimen de Ben Ali, anunció el 13 de septiembre que se presentaría a la presidencia. El hasta entonces presidente interino, Moncef Marzouki, anunció también su candidatura para la reelección el 20 de septiembre. Otros candidatos incluyen Mohamed Hechmi Hamdi, Mustapha Kamel Nabli, Ahmed Najib Chebbi, Mustapha Ben Jafar y Mondher Zenaidi. A 27 candidatos se les permitió participar, de los 70 que se presentaron. Cinco candidatos se retiraron antes de la elección: Abderraouf Ayadi, Abderrahim Zouari (que declaró su apoyo a Essebsi), Mohamed Hamdi, Noureddine Hached y Mustapha Kamel Nabli.

## Campaña y protestas

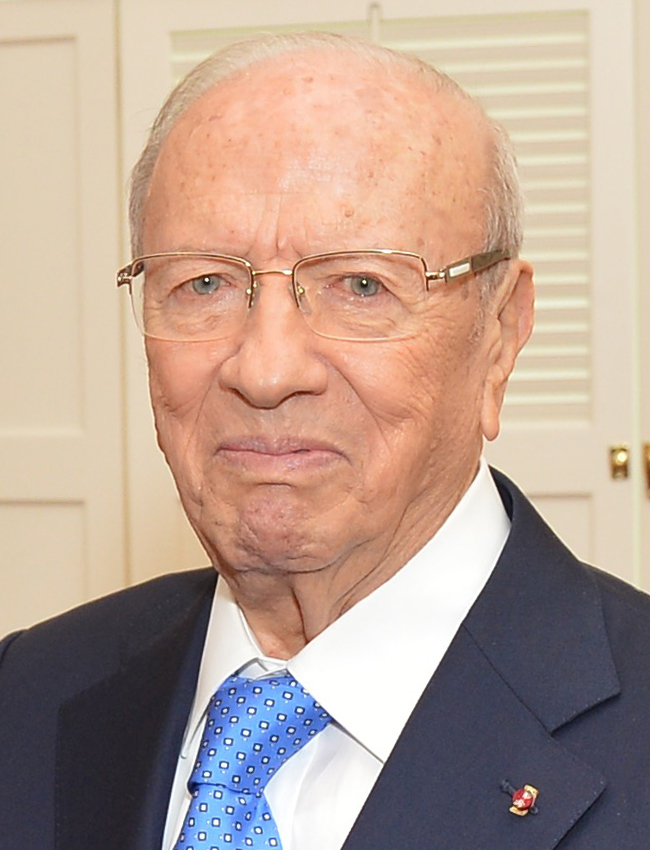
retrato

Tras el asesinato de Brahmi, continuaron las protestas en Túnez por parte de los liberales. Después de semanas de este tipo de protestas, partidarios del partido Ennahda se manifestaron en Kasbah, donde se habían producido manifestaciones durante la revolución tunecina, el 3 de agosto tras una llamada del partido a las protestas. Los manifestantes corearon "No a los golpes [de estado], sí a las elecciones".
A pesar de que Nejib Mrad, miembro de la Asamblea Constituyente por Ennahda, acusó a la oposición de intentar perpetuar un derrocamiento ante Al Jazeera, lo cual provocó un gran revuelo, el vicepresidente del partido Walid Bennani negó tales afirmaciones, afirmando que "nadie en el país quiere una repetición del escenario egipcio (en referencia al reciente derrocamiento del gobierno electo de Mohamed Morsi), es solo un partido opositor que quiere disolver el parlamento, no hay ninguna semejanza en ambos casos". El líder del Partido Rachid Ghanuchi acordó trabajar con la Unión General Tunecina del Trabajo para encontrar una solución de compromiso a la situación de estancamiento político. Dijo que se trataba de "un punto de partida para el diálogo nacional". Sin embargo, rechazó las llamadas de Ali Laarayedh a renunciar diciendo que "el gobierno de coalición no renunciará y continuará sus funciones hasta que el diálogo nacional lleve a un acuerdo de consenso que garantice la finalización de la transición democrática y la organización de elecciones libres y justas".
El líder de la UGTT, Hussein Abbassi, anunció que se había alcanzado un acuerdo entre los gobernantes y la oposición para el actual el primer ministro dimitiría a finales de 2013 y permitiría la creación de un gobierno interino, una nueva constitución escrita y una nueva elección organizada. El primer ministro interino fue Mehdi Jomaa.
Durante la campaña, Ennahda se negó a apoyar a ningún candidato presidencial. Los partidos El Binaa El Watany, la Corriente Democrática, el Partido de la Reforma, Binaa magrebí, el Movimiento Nacional por la Justicia y el Desarrollo, y el Congreso para la República declararon su apoyo a Moncef Marzouki. El partido Afek Tounes se declaró en favor de Béji Caïd Essebsi. El partido Al-Aman respaldó la candidatura de Ahmed Nejib Chebbi. El partido Tounes Baytouna expresó más tarde su apoyo a la campaña de Marzouki.

## Primera vuelta
En la primera vuelta, quedó Essebsi en primer lugar con el 39% de los votos, mientras que Marzouki obtuvo el 33%. Hamma Hammami quedó en tercer lugar con un distante 8%. Essebsi era el principal candidato en la mayoría de las gobernaciones en el norte de Túnez, mientras que Marzouki recibió el mayor número de votos en gobernaciones del sur de Túnez. Hammami ganó una pluralidad de los votos en la Gobernación de Siliana, mientras que Mohamed Hamdi ganó en Sidi Bouzid.
| Candidatos                                                                                     | Candidatos                       | Partidos                                         | Votos     | %      | Resultado |  |
| ---------------------------------------------------------------------------------------------- | -------------------------------- | ------------------------------------------------ | --------- | ------ | --------- |  |
|                                                                                                |                                  |                                                  |           |        |           |  |
|                                                                                                | Béji Caïd Essebsi                | Nidaa Tounes                                     | 1 289 384 | 39,46% | Balotaje  |  |
|                                                                                                | Moncef Marzouki                  | Congreso para la República                       | 1 092 418 | 33,43% | Balotaje  |  |
|                                                                                                | Hamma Hammami                    | PDT-Frente Popular                               | 255 529   | 7,82%  |           |  |
|                                                                                                | Hechmi Hamdi                     | Corriente del Amor                               | 187 923   | 5,75%  |           |  |
|                                                                                                | Slim Riahi                       | Unión Patriótica Libre                           | 181 407   | 5,55%  |           |  |
|                                                                                                | Kamel Morjane                    | Iniciativa Nacional Desturiana                   | 41 614    | 1,27%  |           |  |
|                                                                                                | Ahmed Najib Chebbi               | Partido Republicano                              | 34 025    | 1,04%  |           |  |
|                                                                                                | Safi Saïd                        | Independiente                                    | 26 073    | 0,80%  |           |  |
|                                                                                                | Mondher Zenaidi                  | Independiente                                    | 24 160    | 0,74%  |           |  |
|                                                                                                | Mustapha Ben Jaafar              | Foro Democrático por el Trabajo y las Libertades | 21 989    | 0,67%  |           |  |
|                                                                                                | Kalthoum Kannou                  | Independiente                                    | 18 287    | 0,56%  |           |  |
|                                                                                                | Mohamed Frikha                   | Independiente                                    | 17 506    | 0,54%  |           |  |
|                                                                                                | Abderrazak Kilani                | Independiente                                    | 10 077    | 0,31%  |           |  |
|                                                                                                | Mustapha Kamel Nabli (se retiró) | Independiente                                    | 6723      | 0,21%  |           |  |
|                                                                                                | Abdelkader Labaoui               | Independiente                                    | 6486      | 0,20%  |           |  |
|                                                                                                | Larbi Nasra                      | Voz del Pueblo de Túnez                          | 6426      | 0,20%  |           |  |
|                                                                                                | Hamouda Ben Slama                | Independiente                                    | 5737      | 0,18%  |           |  |
|                                                                                                | Mohamed Hamdi (se retiró)        | Partido Alianza Democrática                      | 5593      | 0,17%  |           |  |
|                                                                                                | Mehrez Boussayene                | Independiente                                    | 5377      | 0,16%  |           |  |
|                                                                                                | Salem Chaïbi                     | Partido del Congreso Popular                     | 5245      | 0,16%  |           |  |
|                                                                                                | Samir Abdelli                    | Independiente                                    | 5054      | 0,15%  |           |  |
|                                                                                                | Ali Chourabi                     | Independiente                                    | 4699      | 0,14%  |           |  |
|                                                                                                | Mokhtar Mejri                    | Independiente                                    | 4286      | 0,13%  |           |  |
|                                                                                                | Abderraouf Ayadi (se retiró)     | Movimiento Wafa                                  | 3551      | 0,11%  |           |  |
|                                                                                                | Yassine Chennoufi                | Independiente                                    | 3118      | 0,10%  |           |  |
|                                                                                                | Abderrahim Zouari (se retiró)    | Movimiento Destouriano                           | 2701      | 0,08%  |           |  |
|                                                                                                | Noureddine Hached (se retiró)    | Independiente                                    | 2181      | 0,07%  |           |  |
|                                                                                                |                                  |                                                  |           |        |           |  |
| Total                                                                                          | Total                            | Total                                            | 3 267 569 | 100%   |           |  |
|                                                                                                |                                  |                                                  |           |        |           |  |
| Votos en blanco                                                                                | Votos en blanco                  | Votos en blanco                                  | 22 009    | 0,66%  |           |  |
| Votos nulos                                                                                    | Votos nulos                      | Votos nulos                                      | 50 088    | 1,50%  |           |  |
| Total de votos                                                                                 | Total de votos                   | Total de votos                                   | 3 339 666 |        |           |  |
|                                                                                                |                                  |                                                  |           |        |           |  |
| Participación                                                                                  | Participación                    | Participación                                    | 3 180 131 | 62,91% |           |  |
| Abstenciones                                                                                   | Abstenciones                     | Abstenciones                                     | 1 745 475 | 35,44% |           |  |
| Votantes registrados                                                                           | Votantes registrados             | Votantes registrados                             | 4 925 606 |        |           |  |
|                                                                                                |                                  |                                                  |           |        |           |  |
| Fuente: Alta Autoridad Independiente para Elecciones (resultados preliminares y participación) |                                  |                                                  |           |        |           |  |

## Segunda vuelta
Una vez celebrada la segunda vuelta el 21 de diciembre, Essebsi se adjudicó la victoria en televisión local, afirmando que era una victoria para "los mártires de Túnez". Al día siguiente, los resultados finales demostraron que Essebsi había derrotado a Marzouki con el 55.68% de los votos, a pesar de las reclamaciones iniciales del portavoz de Marzouki de que la adjudicación temprana de la victoria por parte de Essebsi "carecía de fundamento". Marzouki declaró que la reclamación de Essebsi previa a la revelación de los resultados era "una postura antidemocrática", pero tras conocerse los resultados oficiales, no protesto ni reclamó nada, aunque envió felicitaciones a Essebsi en la página de su campaña en Facebook. La Associated Press dijo que la elección fue libre y justa con una participación del 60%, algo inferior que en la primera vuelta.
| Candidatos | Candidatos           | Partidos                   | Votos     | %      | Resultado   |  |
| --- | -------------------- | -------------------------- | --------- | ------ | ----------- |  |
| |                      |                            |           |        |             |  |
| | Béji Caïd Essebsi    | Nidaa Tounes               | 1 731 529 | 55,68% | Presidencia |  |
| | Moncef Marzouki      | Congreso para la República | 1 378 513 | 44,32% |             |  |
| |                      |                            |           |        |             |  |
| Total | Total                | Total                      | 3 110 042 | 100%   |             |  |
| |                      |                            |           |        |             |  |
| Votos en blanco | Votos en blanco      | Votos en blanco            | 28 755    | 0,90%  |             |  |
| Votos nulos | Votos nulos          | Votos nulos                | 50 585    | 1,59%  |             |  |
| Total de votos | Total de votos       | Total de votos             | 3 189 672 |        |             |  |
| |                      |                            |           |        |             |  |
| Participación | Participación        | Participación              | 3 189 672 | 60,11% |             |  |
| Abstenciones | Abstenciones         | Abstenciones               | 1 735 934 | 39,89% |             |  |
| Votantes registrados | Votantes registrados | Votantes registrados       | 4 925 606 |        |             |  |
| |                      |                            |           |        |             |  |
| Fuente: Alta Autoridad Independiente para Elecciones (resultados preliminares Archivado el 22 de diciembre de 2014 en Wayback Machine.) |                      |                            |           |        |             |  |

En la capital de Túnez, varios cientos de partidarios de Essebsi se reunieron alrededor de la sede del partido Nidaa Tounes para celebrar su victoria, agitando banderas nacionales, cantando y tocando bocinas de los coches. Sin embargo, estallaron disturbios en la ciudad sureña de El Hamma. La policía utilizó gases lacrimógenos para dispersar a muchos de los que salieron a protestar por su victoria porque había sido parte del antiguo régimen de Ben Ali. Los manifestantes fueron reportados por Reuters quemando neumáticos, al grito de "No al antiguo régimen". Los manifestantes incendiaron una sede de Nidaa Tounes en Tataouine.

## Consecuencias
El 29 de diciembre de 2014, Béji Caïd Essebsi fue proclamado quinto Presidente de la República Tunecina por Chafik Sarsar, presidente de la Alta Autoridad Independiente para las Elecciones, confirmando los resultados de la segunda vuelta electoral. De acuerdo con el artículo 78 de la constitución tunecina de 2014, Essebsi debía ser juramentado el 31 de diciembre en presencia de los exjefes de estado y gobierno vivos (exceptuando Ben Ali, el cual se encontraba exiliado en Arabia Saudita) en la sede de la Asamblea de Representantes del Pueblo. En la ceremonia se encontraban Fouad Mebazaa, presidente posrevolucionario tras la dimisión de Ben Ali, los exjefes de Gobierno Mehdi Jomaa y Rachid Ghanuchi, los representantes de los órganos constitucionales tales como Sarsar y varios embajadores y representantes de las misiones diplomáticas en Túnez.
En el proceso, pronunció un discurso en el que prometió garantizar la unidad del país, mientras que rindió homenaje a los mártires y las mujeres por su patriotismo. También dijo que iba a trabajar por el establecimiento de las instituciones constitucionales, los objetivos de la revolución y la lucha contra el terrorismo. Anunció, además, el establecimiento de una diplomacia basada en posiciones moderadas, sin interferir en los asuntos internos de otros países. Al felicitar al Presidente saliente Moncef Marzouki y su electorado, dijo: "Con la elección de un presidente, abrimos el camino de la esperanza de poner fin a la duda y el miedo y marcando la camino para una vida política pluralista". La reunión terminó con un desfile militar y el himno nacional tunecino.